# Nhà thờ Thánh Phanxicô Assisi ở Hervartov
Nhà thờ Thánh Phanxicô Assisi ở Hervartov (tiếng Slovakia: Kostol svätého Františka z Assisi v Hervartov) là một nhà thờ Công giáo La Mã được xây dựng bằng gỗ vào cuối thế kỷ 15, tọa lạc tại làng Hervartov, vùng Prešov, Slovakia. Đây là nhà thờ bằng gỗ lâu đời nhất và còn được bảo tồn ở tình trạng tốt nhất ở Slovakia.
Vào ngày 7 tháng 3 năm 1963, nhà thờ và các bức tường rào của nhà thờ được ghi danh vào Danh sách Di tích Trung ương theo quyết định của Bộ Văn hóa Cộng hòa Slovakia. Nhà thờ Thánh Phanxicô Assisi ở Hervartov là một phần của bộ nhà thờ gỗ Đông Slovakia. Năm năm sau, bộ nhà thờ gỗ Đông Slovakia này đã được công nhận là di tích văn hóa quốc gia theo Nghị quyết số 234 của Chủ tịch Hội đồng Quốc gia Slovakia. Vào ngày 7 tháng 7 năm 2008, nhà thờ cũng được ghi vào Danh sách Di sản Thế giới của UNESCO.

## Miêu tả
Nhà thờ Thánh Phanxicô Assisi ở Hervartov là một tòa nhà được xây dựng theo phong cách kiến trúc Gothic. Nội thất của nhà thờ được trang trí bằng các bức tranh và tranh tường theo kiểu Gothic có niên đại vào các năm 1655 và 1805. Mặc dù diện mạo bên ngoài của nhà thờ hầu như không thay đổi, bên trong nhà thờ có một số thay đổi do nhà thờ từng có thời gian thuộc Giáo hội Tin lành, Giáo hội Công giáo và từng được sửa đổi theo phong cách kiến trúc Baroque.